# Ichthyokentema purbeckensis
Ichthyokentema purbeckensis è un pesce osseo estinto, vicino all'origine dei teleostei. Visse nel Giurassico superiore (Titoniano, circa 150 milioni di anni fa) e i suoi resti fossili sono stati ritrovati in Inghilterra.

## Descrizione
Questo pesce era di dimensioni molto piccole, e raramente superava i 5 centimetri di lunghezza. Il corpo era di forma slanciata, la testa era allungata e il muso dall'estremità relativamente appuntita; gli occhi erano grandi, posti in orbite ampie e allungate. La pinna dorsale era piuttosto lunga e posta appena dopo la metà del corpo. La pinna anale era opposta a quella dorsale, ma leggermente più arretrata. La pinna caudale era biforcuta. Il corpo di Ichthyokentema era ricoperto da numerose scaglie robuste, di forma pressoché quadrata, ma che nella zona della linea laterale erano molto alte, quasi a forma di asta. Ogni scaglia era dotata da un caratteristico margine posteriore dentellato.

## Classificazione
I primi fossili di questo animale vennero ritrovati in terreni del Giurassico superiore del Dorset, in Inghilterra, e vennero descritti da Davies come una nuova specie del genere Pholidophorus (P. purbeckensis) da Davies nel 1887. Solo nel 1941 Woodward attribuì questa specie a un nuovo genere, Ichthyokentema. Per lungo tempo, Ichthyokentema è stato considerato un tipico membro dei folidoforiformi, un gruppo di pesci di piccole dimensioni tipici del Triassico e del Giurassico, da cui si pensava si fossero originati i teleostei. Successive analisi, tuttavia, hanno dimostrato che il grande gruppo dei folidoforiformi è parafiletico, ed è formato da forme molto diversificate, alcune anche molto basali (come Catervariolus) e altre molto derivate (come Ichthyokentema, appunto). Ichthyokentema è attualmente considerato un pesce più derivato di Dorsetichthys e molto vicino all'origine dei veri teleostei, alla base di un clade comprendente Leptolepis, Ascalabos, Tharsis, Varasichthys e i veri teleostei (Arratia, 2013).